# Batalla de Jerez
La batalla de Jerez de la Frontera fue un combate librado en el año 1231 en las inmediaciones de la ciudad andaluza de Jerez de la Frontera, y en el transcurso de la Reconquista, entre las fuerzas de la Corona de Castilla, comandadas por Álvaro Pérez de Castro el Castellano, señor de la Casa de Castro, y las tropas musulmanas del rey de Murcia Ibn Hud, que fueron derrotadas por las fuerzas cristianas.

## La campaña castellano-leonesa de 1231
En 1231, mientras Fernando III recorría las principales ciudades del reino de León después de haber tomado posesión de él, el soberano castellano-leonés envió a su hijo el infante Alfonso, que contaba nueve años de edad y se hallaba en Salamanca, a devastar los reinos musulmanes de Córdoba y Sevilla, acompañado de Álvaro Pérez de Castro y del magnate Gil Manrique. No obstante, varios historiadores han señalado que el infante Alfonso al que se refieren las crónicas de la época no fue el hijo de Fernando III el Santo, sino su hermano, el infante Alfonso de Molina, hijo del difunto Alfonso IX de León. No obstante, según la versión que sostiene que el infante Alfonso presente en la batalla era en realidad el hijo del rey, Fernando III:

Mandó a don Alvar de Castro, el Castellano, que fuese con él, para guardar el infante y por cabdillo de la hueste, ca el infante era muy moço e avn non era tan esfforçado, e don Alvar Pérez era omne deferido e muy esforçado.

Desde Salamanca y pasando por Toledo, donde se les unieron cuarenta caballeros toledanos, se dirigieron hacia Andújar, y desde allí, se encaminaron a devastar la tierra de Córdoba, y posteriormente, al municipio cordobés de Palma del Río, donde exterminaron a todos los habitantes y tomaron la localidad, dirigiéndose a continuación hacia el reino de Sevilla y hacia Jerez de la Frontera, donde instalaron el campamento cristiano en las cercanías del río Guadalete.

## La batalla
El emir Ibn Hud, que había reunido un numeroso ejército dividido en siete cuerpos, se interpuso con él entre el ejército cristiano y la ciudad de Jerez, obligando a los castellano-leoneses a combatir. Durante la batalla que se libró a continuación, conocida como la batalla de Jerez de la Frontera por haberse librado en las inmediaciones de la ciudad, los castellano-leoneses, mandados por Álvaro Pérez de Castro el Castellano que dirigió la vanguardia del ejército, derrotaron a las tropas musulmanas, a pesar de la superioridad numérica de estos últimos y de la ventaja de su posición, al contrario que los castellano-leoneses, que no tenían posibilidad de huir.
Según refieren las crónicas de la época, Álvaro Pérez de Castro el Castellano, después de arengar a sus hombres y recordarles que no había retirada posible y que la única esperanza era morir combatiendo, ordenó el ataque del ejército cristiano, que avanzó y abrió una brecha en las filas musulmanas, que se vieron rodeadas por los flancos y la retaguardia por las tropas cristianas, en vista de lo cual las tropas musulmanas, presas del pánico después de ver deshecha su línea de combate, emprendieron la retirada, convirtiéndose entonces la batalla en una masacre generalizada de los musulmanes que huían hacia la ciudad de Jerez. Durante la batalla se distinguieron los hermanos Garci Pérez de Vargas y Diego Pérez de Vargas, siendo apodado este último "Machuca" por la acción llevada a cabo durante la batalla:

Su hermano Diego adquirió renombre en la batalla de Jerez, año 1232, donde habiendo roto en lo recio de la lucha su lanza y espada, desgajó un verdugón de oliva con su cepejón, y siguió peleando con tal destreza y valentía, que tantos moros caían cuantos golpes descargaba. Atónito su caudillo D. Alvar Pérez de Castro de ver tales prodigios de valor, ¡Machuca!, Diego, exclamó, recio, ¡Machuca! Y desde entonces se llamó Diego Vargas Machuca.

El ejército cristiano atribuyó su victoria en la batalla de Jerez, así como su ausencia de bajas, a la presencia durante la misma del apóstol Santiago, patrón de España, quien, según las crónicas de la época, fue visto durante la batalla, portando un estandarte blanco y una espada, combatiendo junto al lugar donde luchaba Álvaro Pérez de Castro el Castellano.

## Consecuencias
Tras la batalla de Jerez de la Frontera se debilitó el poder del rey Ibn Hud, al tiempo que se acrecentaba la influencia de su rival, Muhammad ibn Nasr, rey de Arjona, lo cual facilitó la penetración en el valle del Guadalquivir de las tropas del rey Fernando III el Santo, durante cuyo reinado se conquistaron, entre otras, las ciudades de Jaén, Córdoba, Sevilla y Murcia.
Alfonso X el Sabio, quien posiblemente estuviese presente en la batalla, se refirió posteriormente a la misma del siguiente modo:

Conviene que sepades los que esta estoria oyredes que la cosa del mundo que más quebrantó a los moros, por que el Andaluzía ovieron a perder e la ganaron los christianos dellos, fue esta cabalgada de Xerez, ca de guisa fincaron quebrantados los moros, que non pudieron después auer el atreuimiento nin el esfuerço que ante avíen contra los christianos, tamaño fue el espanto e el miedo que tomaron desa vez.

Después de su victoria en la batalla de Jerez de la Frontera, Pérez de Castro se dirigió a Castilla y entregó al infante Alfonso a su padre el rey, que se hallaba en la ciudad de Palencia.